# Listă de insule din Islanda
Această listă cuprinde insulele Islandei.
- Bjarnarey
- Drangey
- Eldey
- Engey
- Flatey in Breiðafjörður
- Flatey in Skjálfandi
- Geirfuglasker
- Grímsey
- Hellisey
- Heimaey
- Hrísey
- Hvalbakur
- Kolbeinsey
- Lundey
- Málmey
- Papey
- Surtsey
- Viðey
- Vigur
- Æðey
- Elliðaey (0.45 km²)
- Álsey (0.25 km²)
- Suðurey (0.20 km²)
- Brandur (0.1 km²)
- Súlnasker (0.03 km²)
- Geldungur (0.02 km²)
- insulele Hani, Hæna și Hrauney and the skerry-urile Grasleysa sunt numite Smáeyjar (insule mici).